# Svetovno prvenstvo v biatlonu 1991
Svetovno prvenstvo v biatlonu 1991 je devetindvajseto svetovno prvenstvo v biatlonu, ki je potekalo med 19. in 24. februarjem 1991 v Lahtiju, Finska, v štirih disciplinah za moške in ženske. 

## Dobitniki medalj

### Moški
| Disciplina | Zlato                                                                            | Zlato     | Srebro                                                                                | Srebro    | Bron                                                                                      | Bron      |
| 10 km      | Mark Kirchner                                                                    | 30:48,1   | Frank Luck                                                                            | 31:12,8   | Eirik Kvalfoss                                                                            | 31:27,9   |
| 20 km      | Mark Kirchner                                                                    | 1:03:05,7 | Aleksander Popov                                                                      | 1:03:33,1 | Eirik Kvalfoss                                                                            | 1:03:38,3 |
| 4 x 7,5 km | Nemčija · Ricco Groß · Frank Luck · Mark Kirchner · Fritz Fischer                | 1:33:33,5 | Sovjetska zveza · Jurij Kaškarov · Aleksander Popov · Sergej Tarasov · Sergej Čepikov | 1:35:01,3 | Norveška · Geir Einang · Eirik Kvalfoss · Jon Åge Tyldum · Gisle Fenne                    | 1:35:08,3 |
| ekipno     | Italija · Hubert Leitgeb · Gottlieb Taschler · Simon Demetz · Wilfried Pallhuber | 1:00:59,8 | Norveška · Sverre Istad · Jon Åge Tyldum · Ivar Ulekleiv · Frode Løberg               | 1:01:14,0 | Sovjetska zveza · Anatolij Ždanovič · Sergej Tarasov · Sergej Čepikov · Valerij MedvedCev | 1:01:40,8 |

### Ženske
| Disciplina | Zlato                                                                                       | Zlato     | Srebro                                                                            | Srebro    | Bron                                                                              | Bron      |
| 7,5 km     | Grete Ingeborg Nykkelmo                                                                     | 30:01,9   | Svetlana Davidova                                                                 | 30:32,7   | Jelena Golovina                                                                   | 30:35,1   |
| 15 km      | Petra Schaaf                                                                                | 55:14,9   | Grete Ingeborg Nykkelmo                                                           | 57:13,4   | Iva Škodreva                                                                      | 57:43,3   |
| 3 x 7,5 km | Sovjetska zveza · Jelena Belova · Jelena Golovina · Svetlana Davidowa                       | 1:24:54,3 | Norveška · Grete Ingeborg Nykkelmo · Anne Elvebakk · Elin Kristiansen             | 1:25:52,0 | Nemčija · Uschi Disl · Kerstin Moring · Antje Misersky                            | 1:28:15,9 |
| ekipno     | Sovjetska zveza · Jelena Belova · Jelena Golovina · Svetlana Paramigina · Svetlana Davidova | 59:08,1   | Bolgarija · Marija Manolova · Silvana Blagojeva · Nadežda Alekseva · Iva Škodreva | 59:23,1   | Norveška · Synnøve Thoresen · Signe Trosten · Hildegunn Fossen · Unni Kristiansen | 59:53,2   |

## Medalje po državah
| Poz | Država          | Zlato | Srebro | Bron | Skupaj |
| 1   | Nemčija         | 4     | 1      | 1    | 6      |
| 2   | Sovjetska zveza | 2     | 3      | 2    | 7      |
| 3   | Norveška        | 1     | 3      | 4    | 8      |
| 4   | Italija         | 1     | 0      | 0    | 1      |
| 5   | Bolgarija       | 0     | 1      | 1    | 2      |